# 斯诺夸尔米 (华盛顿州)
斯诺夸尔米（英文：Snoqualmie），是美国华盛顿州金县下属的一座城市。根据 2000年美国人口普查，该市有人口1,631人。根据2010年美国人口普查，该市有人口10,670人。而2011年估计该市有10,884人。